# Il marito (romanzo)
Il marito è un romanzo scritto da Dean R. Koontz nel 2006 e tradotto in Italia nel 2008.

## Trama
Mitch Rafferty riceve una telefonata da qualcuno, responsabile del rapimento di sua moglie Holly, che gli chiede in riscatto due milioni di dollari. In caso che il riscatto non venga pagato Holly sarà uccisa, e nel caso Mitch chiami la polizia la donna sarà prima torturata e poi lasciata morire. 
Quando Mitch afferma, disperato, di non possedere una simile somma il rapitore dice che, se ama la moglie, troverà un modo, e per mostrare a Mitch che fa sul serio gli intima di osservare la strada: guardando un uomo a spasso col cane Mitch è testimone dell'assassinio di questo, ucciso da un colpo di pistola.

## Edizioni
- Dean R. Koontz, Il marito, Sperling & Kupfer, 2008,  p. 359, ISBN 978-88-200-4508-1.